# Alfred Guesdon
Pour les articles homonymes, voir Guesdon.
Alfred Guesdon, né le 13 juin 1808 à Nantes, où il meurt le 30 mars 1876, est un artiste peintre, lithographe et architecte français.

## Biographie
Alfred Guesdon apprend le dessin au Collège de Nantes puis suit des études d'architecte à l'École des beaux-arts de Paris.
Alfred Guesdon est connu pour les lithographies aériennes qu'il fit de plusieurs villes européennes et qu'il publia postérieurement dans la revue « L'Illustration, Journal Universel de Paris ». Ses plus célèbres furent celles qu'il réalisa en Espagne, notamment à Madrid, Séville et Cordoue : une série de onze panoramiques intitulée L'Espagne à vol d'oiseau.
Son œuvre Madrid : vue prise au-dessus de la place des taureaux est catégorisée comme étant l'un des 101 chefs-d'œuvre des musées de Madrid. Par ailleurs, certains analystes pensent que les images ont été prises par le photographe et aéronaute galois Charles Clifford, depuis une montgolfière. Guesdon se serait fondé sur ces clichés pour réaliser les lithographies, en vue de les commercialiser.

## Œuvres
Alfred Guesdon réalise de nombreuses vues de grandes villes européennes en France, en Espagne, en Suisse et en Italie, dont la plupart sera publiée par ses éditeurs Hauser et Delarue.
Le musée de Rochefort conserve son Portrait de J. B. J. Clémot, et celui de Nantes possède plusieurs vues de la ville.

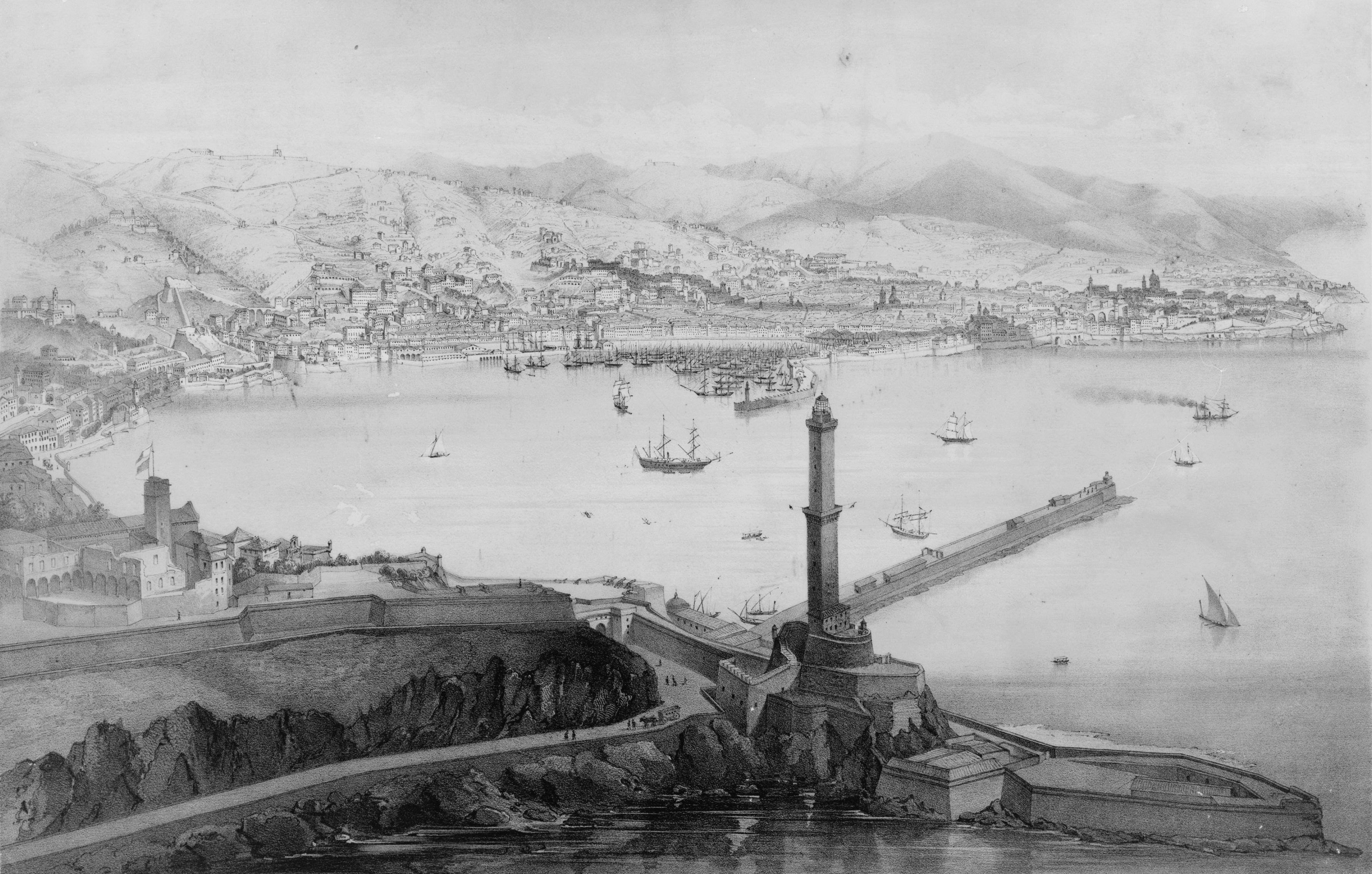
Gênes, moitié du XIXe siècle.
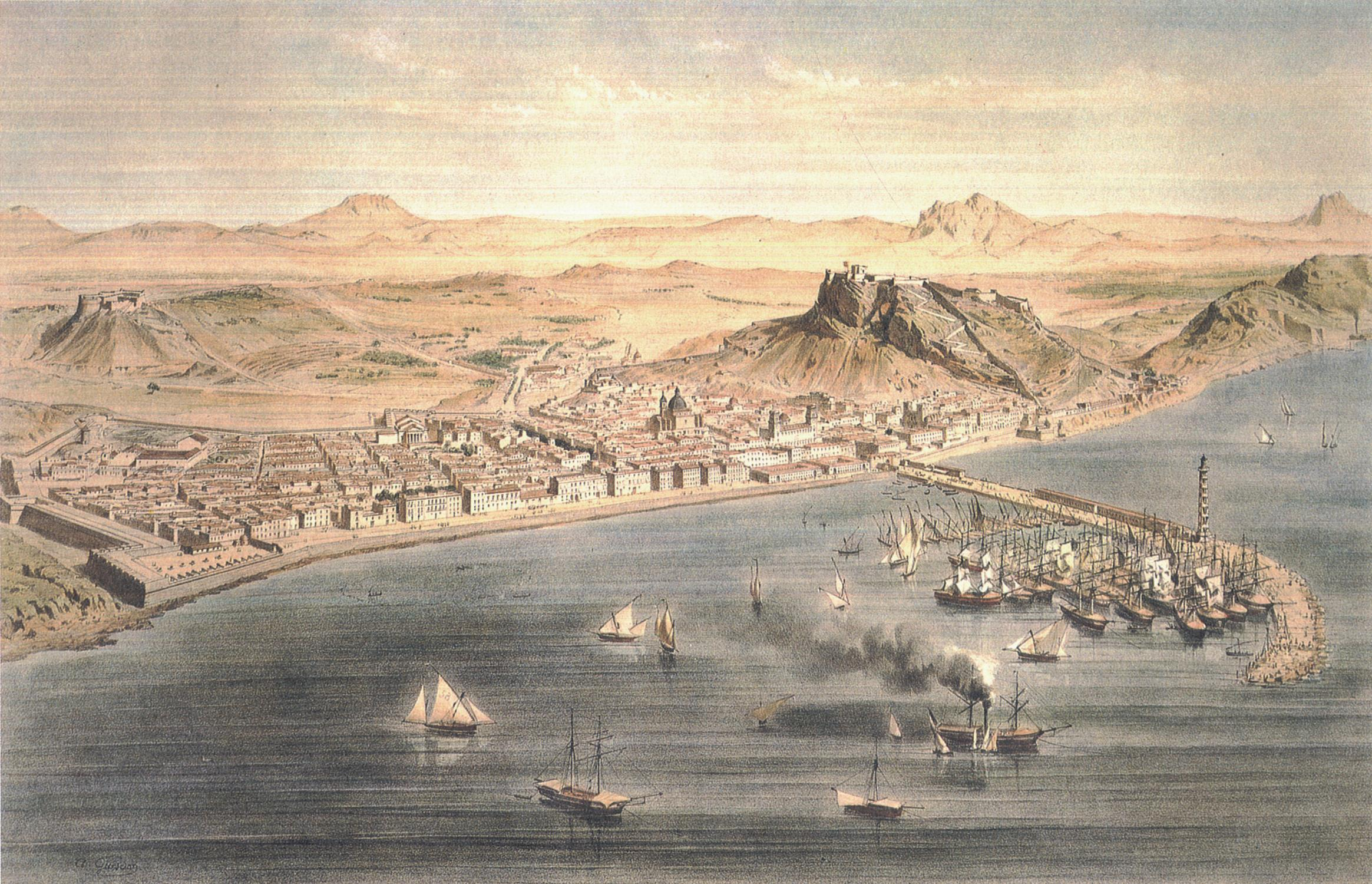
Alicante, vers 1832.
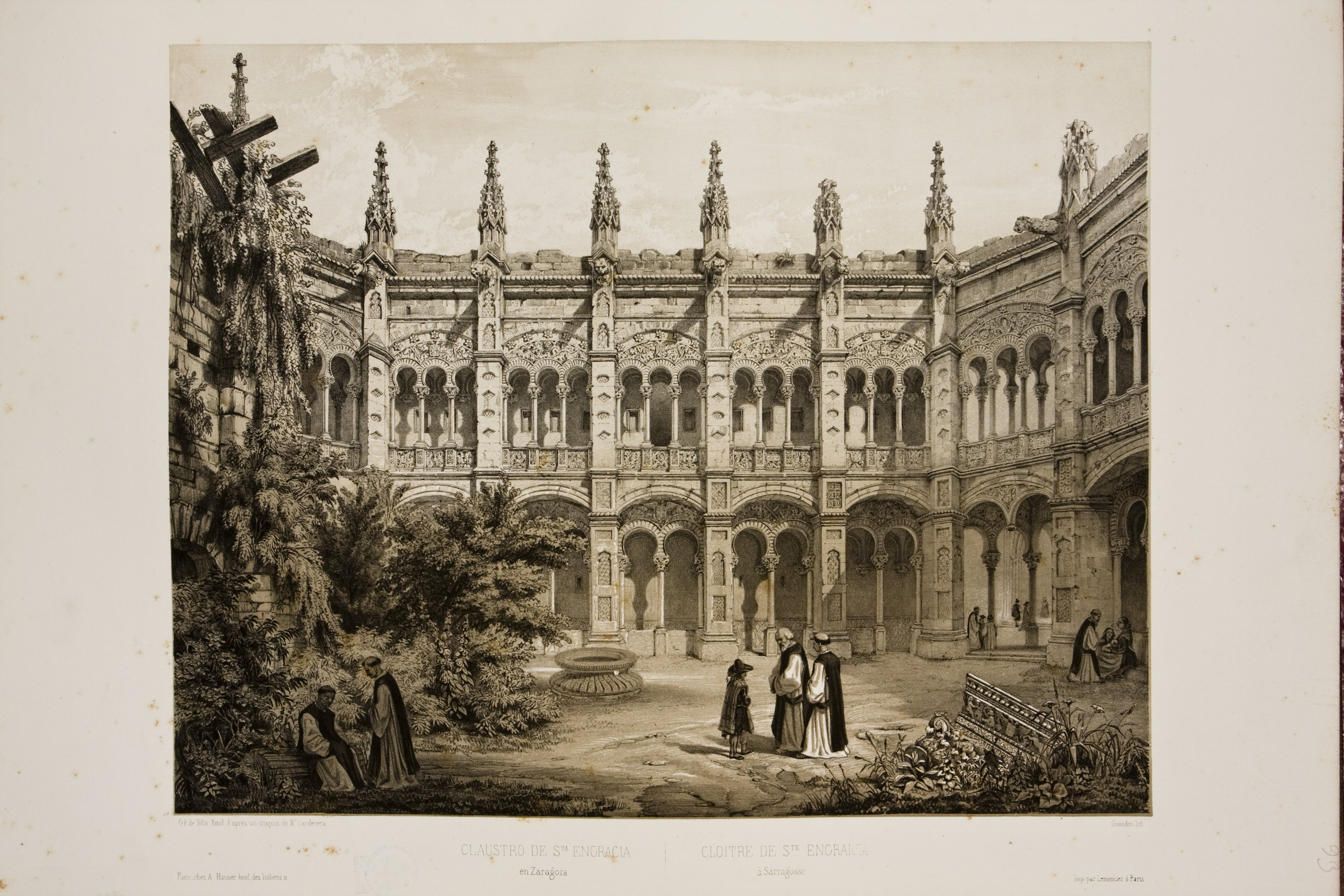
Cloître de la basilique Sainte-Engrâce (Saragosse), 1842. Dessin de Jenaro Pérez Villaamil.
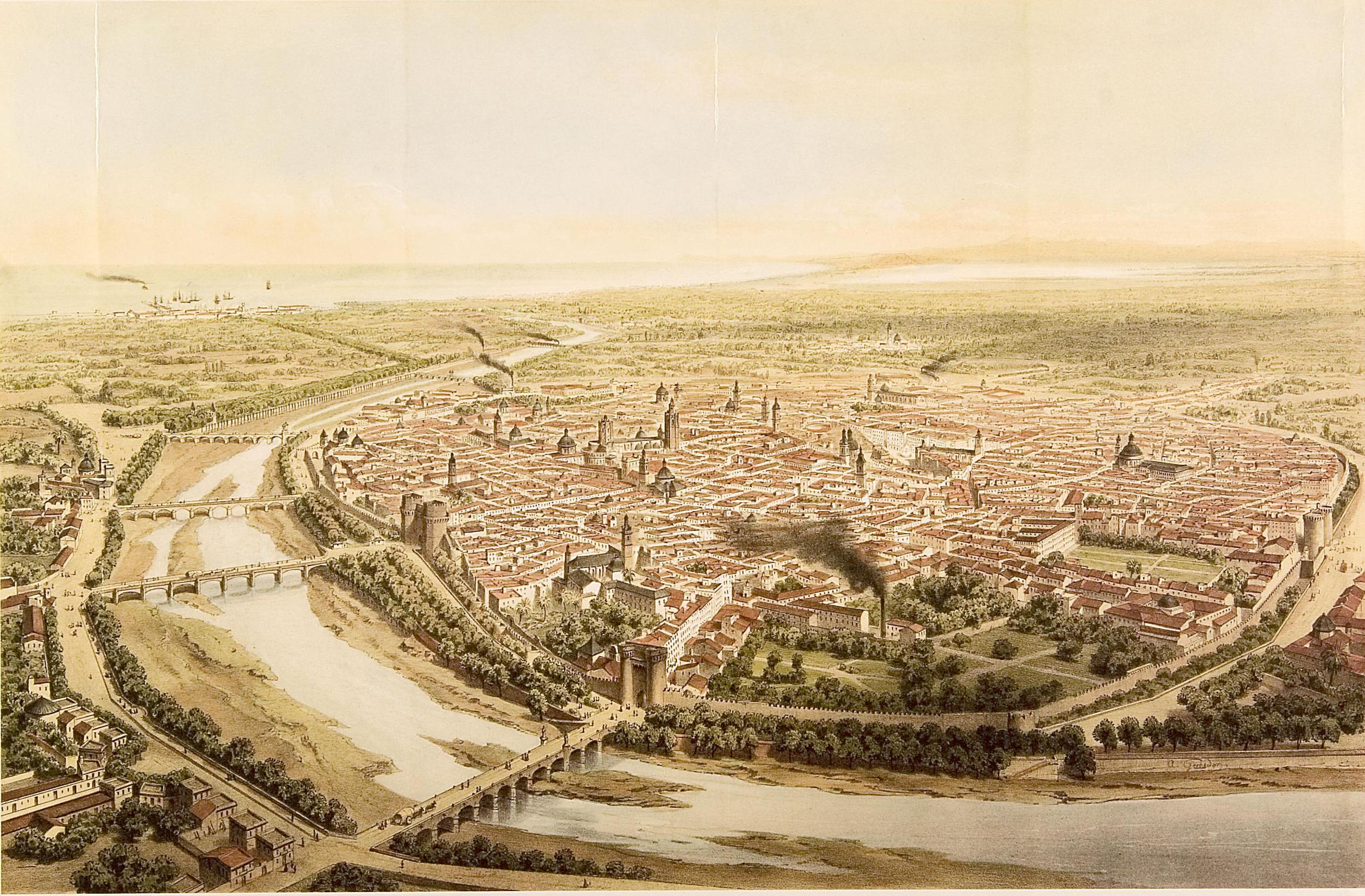
Valence (Espagne), 1832.
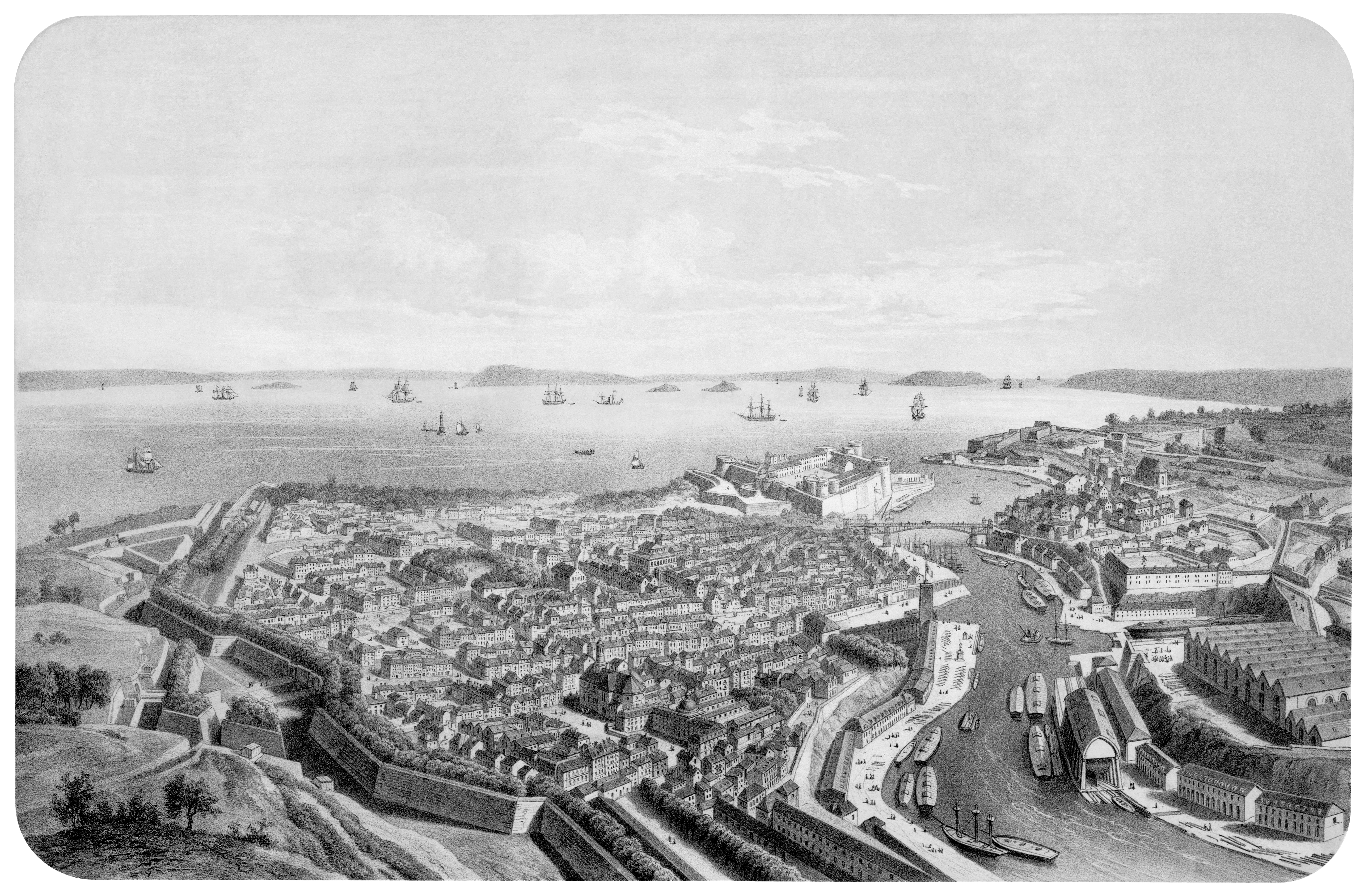
Port de mer d’Europe - Vue de Brest, 1865-1900 (archives municipales de Brest).